# 美濃大久保駅
美濃大久保駅（みのおおくぼえき）は、かつて岐阜県大垣市赤坂町にあった西濃鉄道昼飯線の貨物駅（廃駅）である。
当駅より石灰石輸送が行なわれていた。美濃赤坂駅方面からの貨物列車は、貨車を機関車が押し、当駅で方向を換え機関車が貨車を牽引していた。逆に昼飯駅からの貨物列車は、貨車を機関車が押し、当駅で方向を換え機関車が貨車を牽引していた。貨物列車の設定がなくなってから1997年頃までは、当時西濃鉄道が受託していた廃貨車の解体のため構内に多数の貨車が留置されていた。

## 歴史
- 1928年（昭和3年）12月17日：昼飯線の開業に際し開設[3][4]。貨物営業のみであった。
- 1983年（昭和58年）9月：昼飯線休止に伴い営業休止。
- 2006年（平成18年）3月31日：全線廃止により廃駅となる[4]。

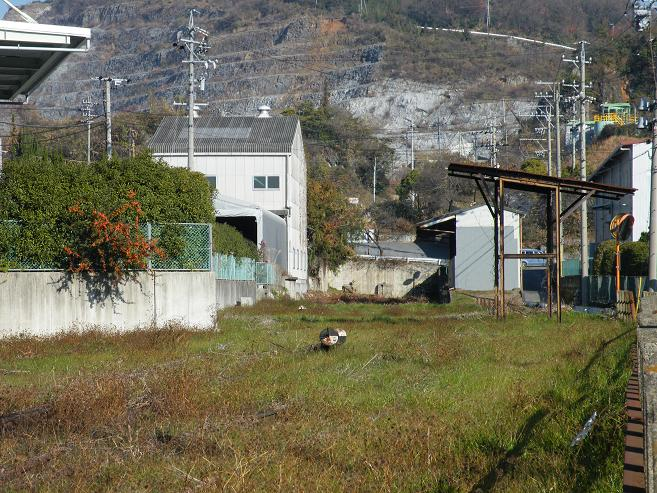
構内。荷役用ホームが見える（2008年12月）
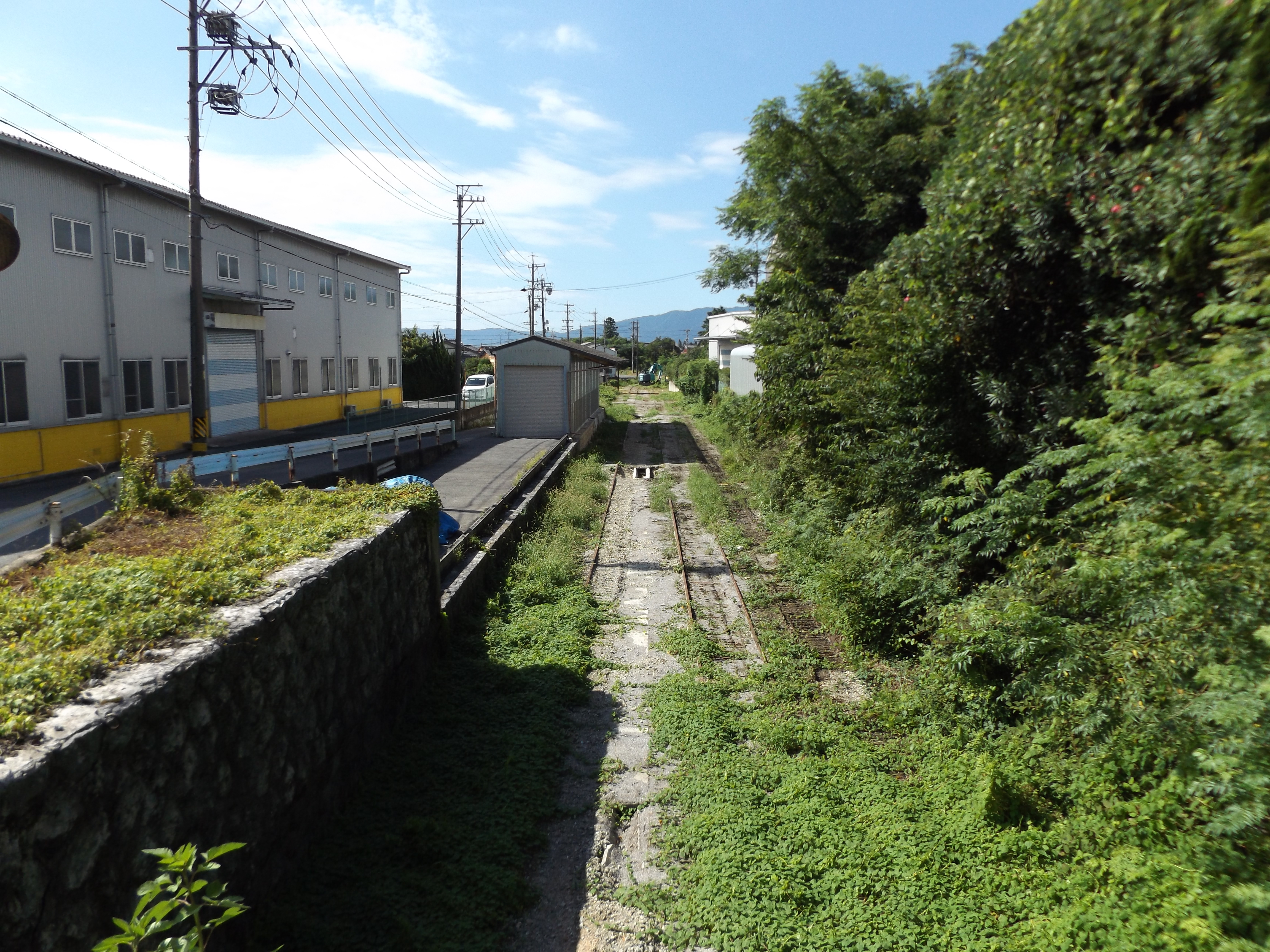
終端部から見た構内（2015年8月）

## 駅構造
当駅はスイッチバック構造であり、駅構内は本線と2本の側線で構成されていた。隣接して古田石灰があり、石灰石の積み込みが行われていた。
| ← 美濃赤坂駅 | 美濃大久保駅・昼飯駅 構内配線略図 |  |
| 凡例 出典:   |                                   |  |

## 駅周辺
- 矢橋工業
- 上田石灰製造
- 野一色助義（頼母）兜塚

## 隣の駅
西濃鉄道
昼飯線
美濃赤坂駅 - （貨）美濃大久保駅 - （貨）昼飯駅